# داستد ورییشنز
داستد ورییشنز (به انگلیسی: The Dusted Variations) مجموعه‌ای از ترانه‌های پروژهٔ موسیقی انیگما است که به وسیلهٔ رالو آرمسترانگ تقلید شده‌اند. داستد ورییشنز، ششمین دیسک از مجموعهٔ تلفیقی ۱۵ سال بعد که روی آن برچسب دیسک اضافی وجود دارد و نیز در نسخهٔ رادیویی «سلام و خوش‌آمدی» نیز قرار گرفت.